# Audioguia

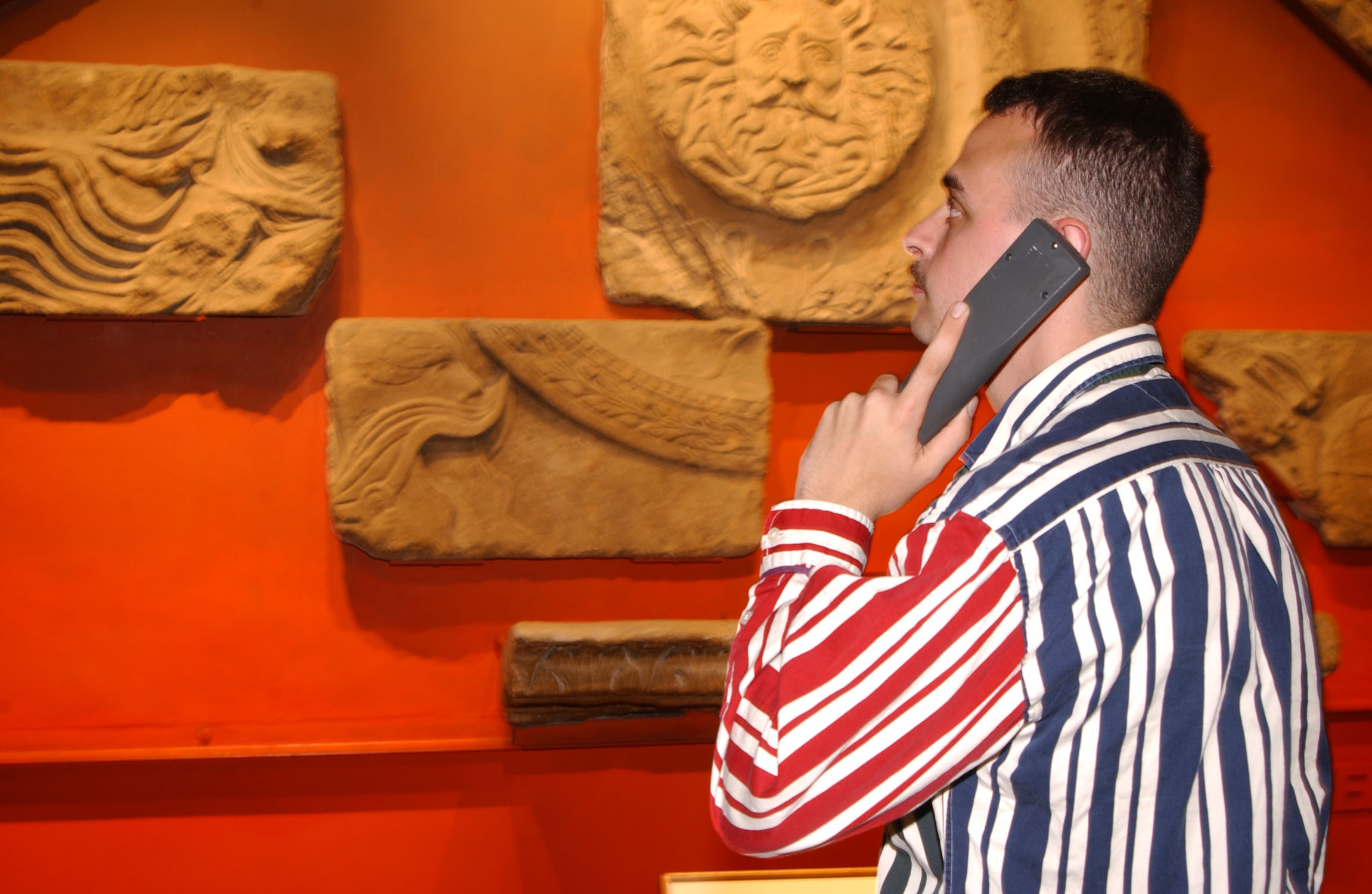
Un visitant escoltant una audioguia a Portsmouth

Una audioguia (en anglès: audio tour) és un sistema electrònic que permet realitzar guies personalitzades en museus, parcs, centres històrics i sales d'art. Són utilitzades també com un tour guiat a l'aire lliure. Donen informació històrica, tècnica i visual de l'objecte que se està visitant. Les audioguies estan disponibles en general en diferents idiomes, es poden llogar en general en els museus per xifres mòdiques, algunes vegades venen incloses en el valor de l'entrada.

## Funcionament

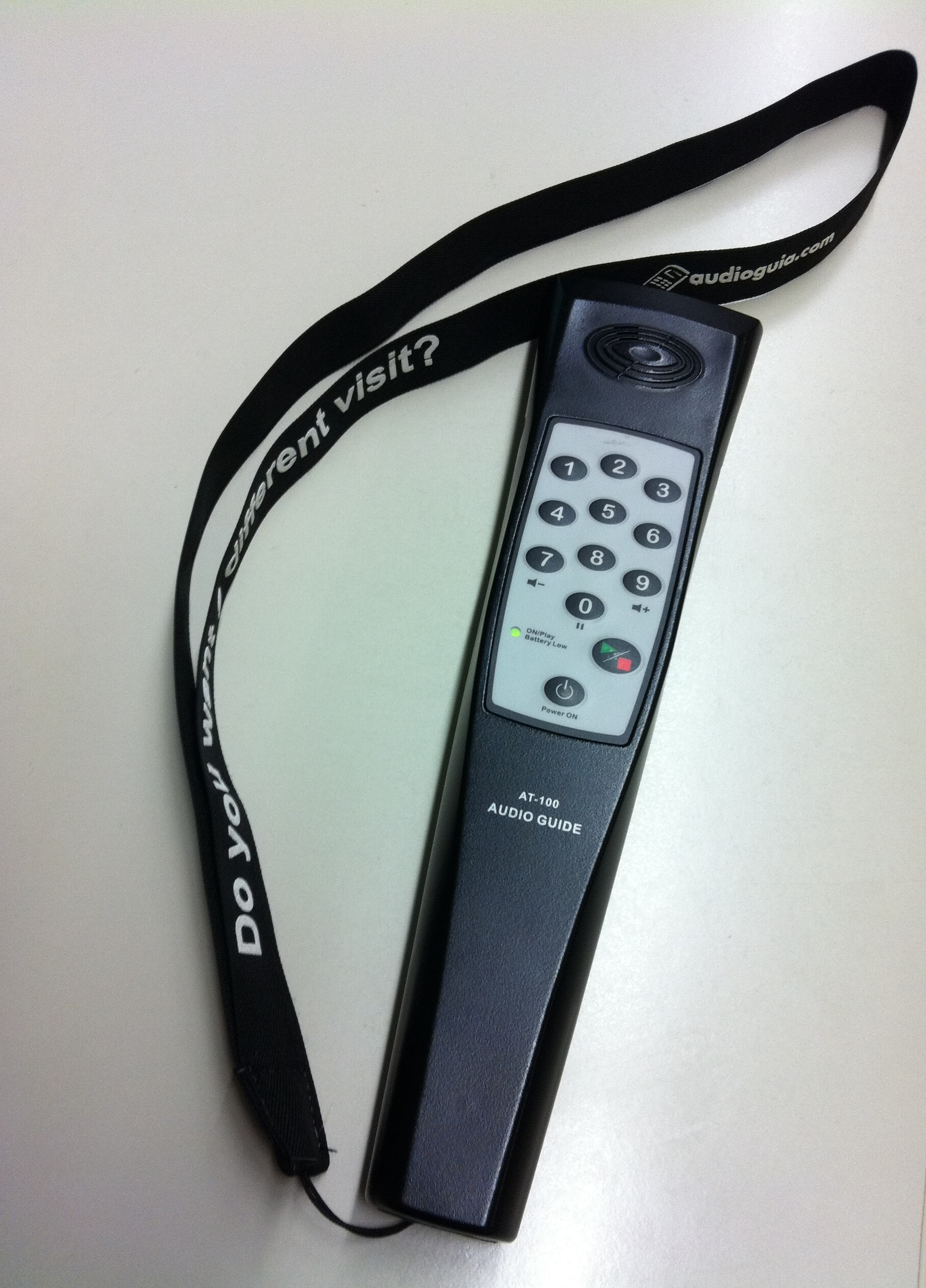
audioguia clàssica

Les obres (pintures, escultures, sales d'interès, etc) de major interès són numerades seguint un ordre lògic per facilitar la visita. El visitant té la possibilitat d'adquirir els equips d'audioguia mitjançant un model de lloguer depenent de les polítiques de cada institució. A partir d'aquest moment la persona pot escollir el recorregut a seguir segons els seus gustos. Per mitjà de la audioguia el visitant selecciona el nombre de l'obra sobre la qual vol ser informat i la audioguia li presenta informació audiovisual rellevant.

## Tipus de audioguies
Existeixen diversos tipus d'audioguies.
- Clàssica: Permeten seleccionar l'obra d'interès per mitjà d'un teclat numèric i una pantalla de LCD per a text. Aquests equips en general inclouen un auricular com l'usat en aparells de telefonia. Alguns equips inclouen audiòfons de diadema per facilitar el seu ús.[3]
- Amb contingut multimedia: A més de les característiques anteriors, existeixen audioguies que per mitjà de pantalles gràfiques permeten mostrar imatges i videos sobre les obres del museu o institució cultural. Això facilita la ubicació dels visitants.[4]
- Palm: Algunes aplicacions han implementat dispositius com Palms per a l'ús de audioguies. Entre els seus avantatges es troba la grandària considerable de la pantalles gràfica, que a més són tàctils, connexió wifi, etc. El preu d'aquests equips és considerablement més costós que els anteriors.[5]
- Mòbils: Són audioguies desenvolupades per a telèfons mòbils d'última generació o Smartphones, que permeten descarregar la guia en el propi dispositiu. Presenta diversos valors afegits respecte els anteriors, com és la propietat de la audioguia (en estar en el telèfon mòbil es pot escoltar tantes vegades com es vulgui sense estar subjecte al lloguer), localització per GPS (en museus i monuments a l'aire lliure), contingut multimèdia, accés a internet i actualització constant. Són generalment desenvolupades per empreses privades i poden ser descarregades des dels mercats d'aplicacions, com App Store (Apple), Google Play (Android), BlackBerry World, etc.[6]